# Дитрих, Христиан Вильгельм Эрнст
Христиан Вильгельм Эрнст Дитрих, также Кристиан Гийом Эрнест Дитриси (нем.  Christian Wilhelm Ernst Dietrich; Christian Guillaume Ernest Dietricy; 30 октября 1712, Ваймар — 23 апреля 1774, Дрезден) — немецкий живописец и гравёр.
Христиан Вильгельм Эрнст Дитрих родился в Ваймаре, Тюрингия, в семье придворного художника Иоганна Георга Дитриха. Его матерью была Йоханна Доротея Дитрих, дочь придворного художника Иоганна Эрнста Ренча (нем.). Художниками также стали сестра Дитриха, Мария Доротея Вагнер (нем.), и племянник, Иоганн Георг Вагнер (нем.), сын сестры.
Христиан Вильгельм Дитрих учился живописи у своего отца, который состоял миниатюристом при герцогском дворе. Для продолжения обучения Дитриха отправили в Дрезден, столицу Саксонии, где он учился у живописца и гравёра Иоганна Александра Тиле.
В возрасте восемнадцати лет Дитрих сумел за два часа написать картину, которая настолько поразила курфюрста саксонского Августа Сильного, что он поручил своему министру графу Брюлю позаботиться о дальнейшем обучении Дитриха. Известно, что с 1734 года Дитрих был в Нидерландах, а в 1741 году назначен придворным художником саксонского курфюрста Августа III. Последующая поездка в Италию в 1743 году, во время которой Дитрих подписывал свои работы «Дитричи» (Dietericij), оказала лишь ограниченное влияние на его творчество. Дитрих сначала отправился в Венецию, а затем в Рим, но «итальянский воздух и искусство не привлекали его, и в следующем году тоска по дому вернула его в Дрезден… Он ничего с собой не привез из Италии, ни в живописной, ни в рисовальной манере; его отвращение к итальянцам распространяется даже на их школу».
Последующие годы были успешными для Дитриха. Сначала он ограничивался подражанием знаменитым итальянским и голландским художникам, таким как Рафаэль Санти, Рембрандт, Сальватор Роза, Адриан ван Остаде, Корнелис ван Пуленбург, и Николас Питерс Берхем. Технически его картины были настолько похожи на оригиналы, что их продавали, например, как «настоящих Рембрандтов».
Большая часть произведений Дитриха представляет собой картины на исторические или библейские сюжеты, пейзажи и натюрморты, реже сцены бытового жанра; при этом он почти никогда не писал портреты. По мнению современников, Дитриху не хватало независимого, творческого художественного духа, и его талант носил скорее технический характер. Однако, многие высоко оценивали его пейзажные офорты, а Иоганн Иоахим Винкельман, даже назвал Дитриха «Рафаэлем всех времён в пейзажах».
В Дрездене, в Картинной галерее старых мастеров, хранятся пятьдесят четыре картины Дитриха. В Санкт-Петербургском Эрмитаже — двадцать девять, что свидетельствует о популярности художника в XVIII—XIX веках. Как придворный художник, Дитрих был обязан поставлять четыре картины в год. В Дрездене также находятся его рисунки и офорты. Его графические произведения отражают возросший интерес к искусству офорта в Германии того времени и в то же время свидетельствуют о лёгкости и артистизме работы художника. В 1810 году в Лейпциге было опубликовано собрание рисунков, этюдов и эскизов Дитриха. Сохранилось около ста восьмидесяти печатных графических листов, которые характеризуются виртуозностью техники и разнообразием мотивов. Графическое творчество Дитриха включает темы из Ветхого и Нового Заветов, мифологические сюжеты, аллегории, а также пейзажи, деревенские бытовые сцены, пасторали, изображения животных, гербы, виньетки, книжные инициалы. Основное внимание Дитрих уделял пейзажному жанру, ориентированному на творчество особенно им любимых голландских мастеров XVII века.
Произведения Христиана Вильгельма Дитриха были известны во многих странах Европы. Он был избран почётным членом академий Аугсбурга, Болоньи и Копенгагена. В 1764 году был назначен директором школы живописи Майсенской фарфоровой мануфактуры. В 1765 году стал профессором Дрезденской академии изобразительных искусств. Художника также назначили инспектором дрезденской Картинной галереи. Среди его учеников наиболее известен пейзажист Иоганн Христиан Кленгель. Другой ученик Адриан Цинг после смерти Дитриха в 1774 году закончил ряд его графических работ и подготовил их к выпуску на 87 листах.
По случаю 300-летия со дня рождения Дитриха в 2012 году была выпущена монография историка искусства Петры Шнивинд-Михель, в которой представлена жизнь и творчество этого художника, забытого с изменениями вкусов в искусстве второй половины XIX—XX веков.

## Галерея

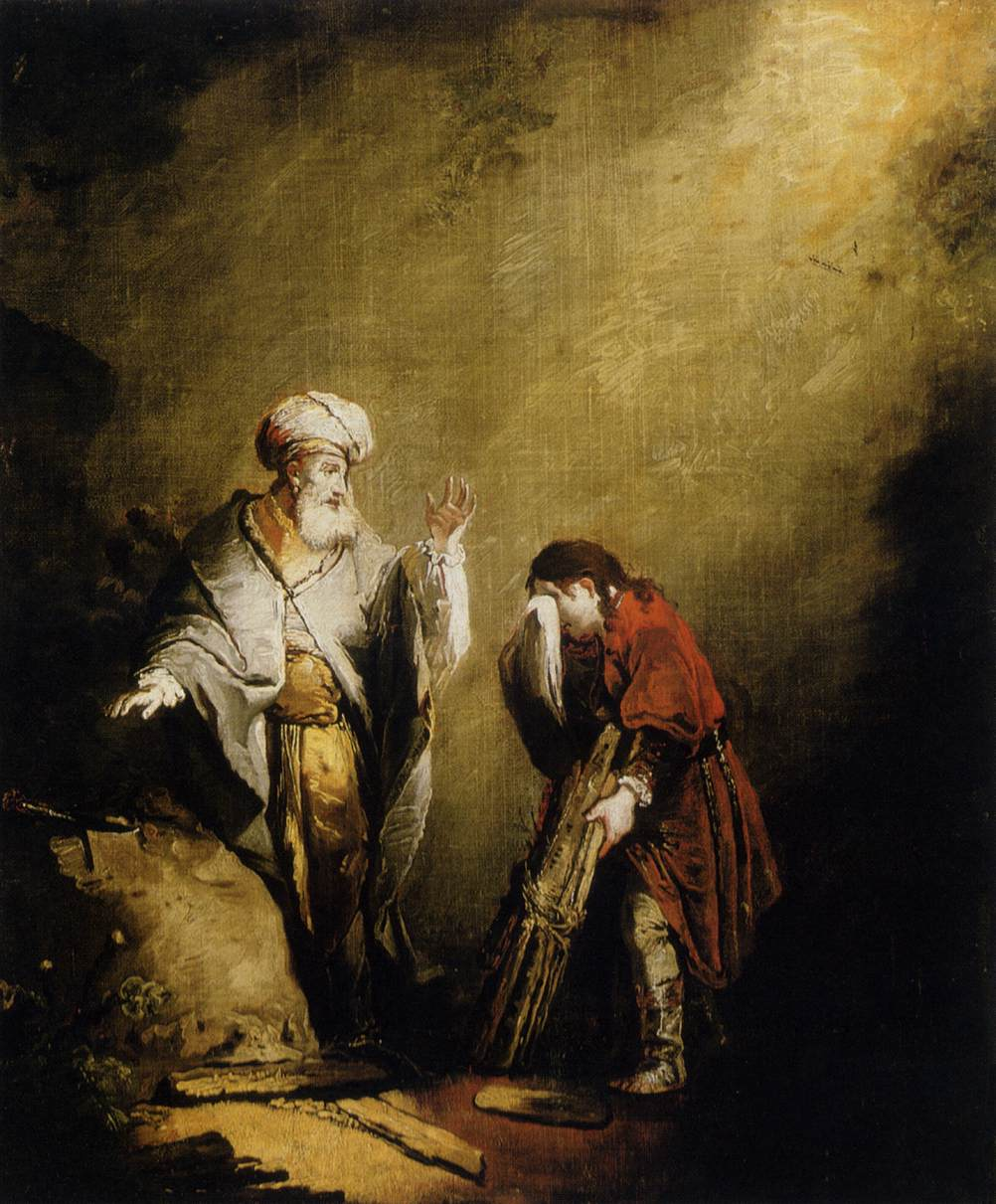
Жертвоприношение Исаака (стилизация под Рембрандта). 1730-е гг. Музей изобразительных искусств, Будапешт
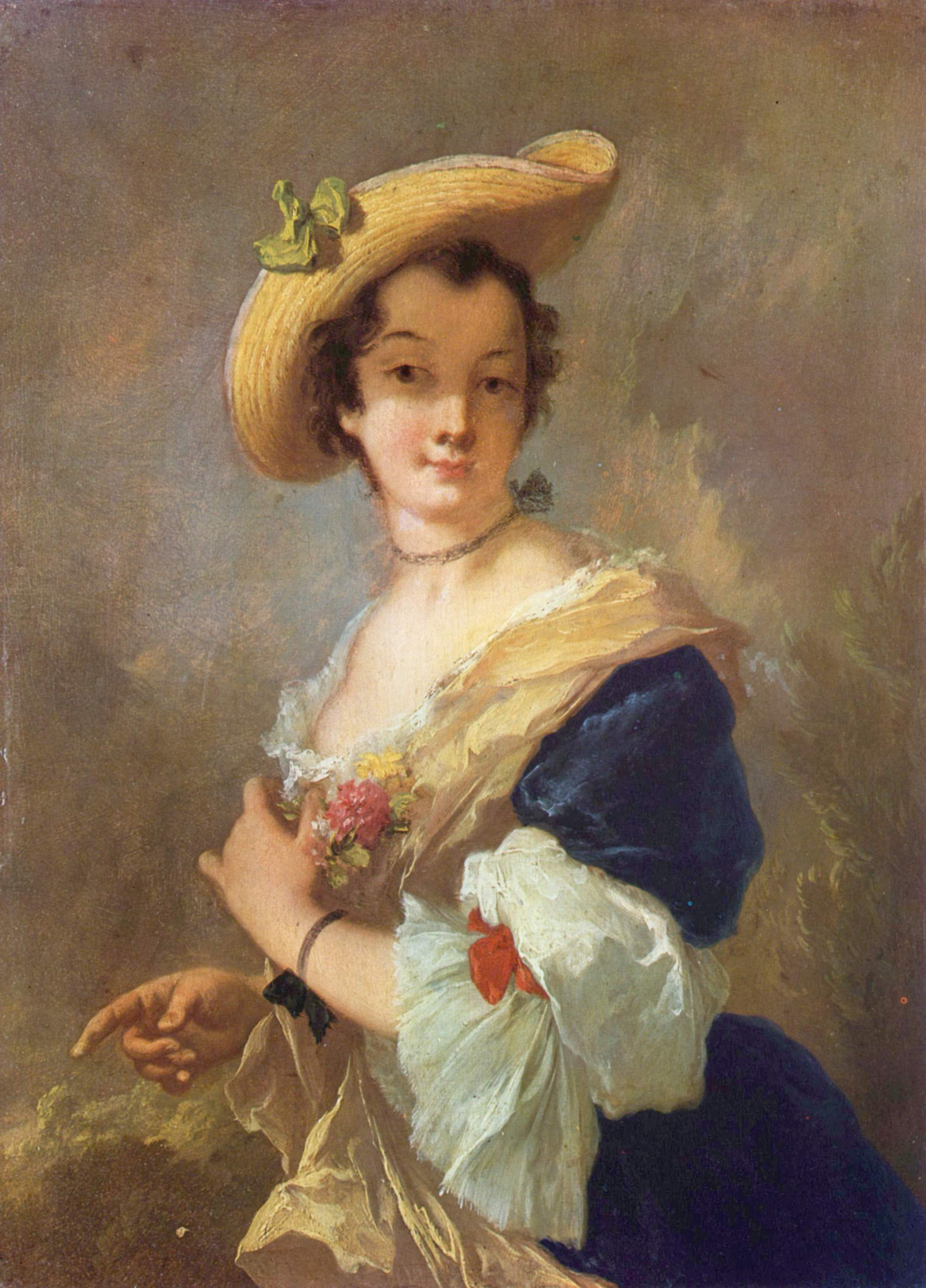
Портрет дамы в соломенной шляпе. Ок. 1750 г. Музей земли Нижняя Саксония, Ганновер
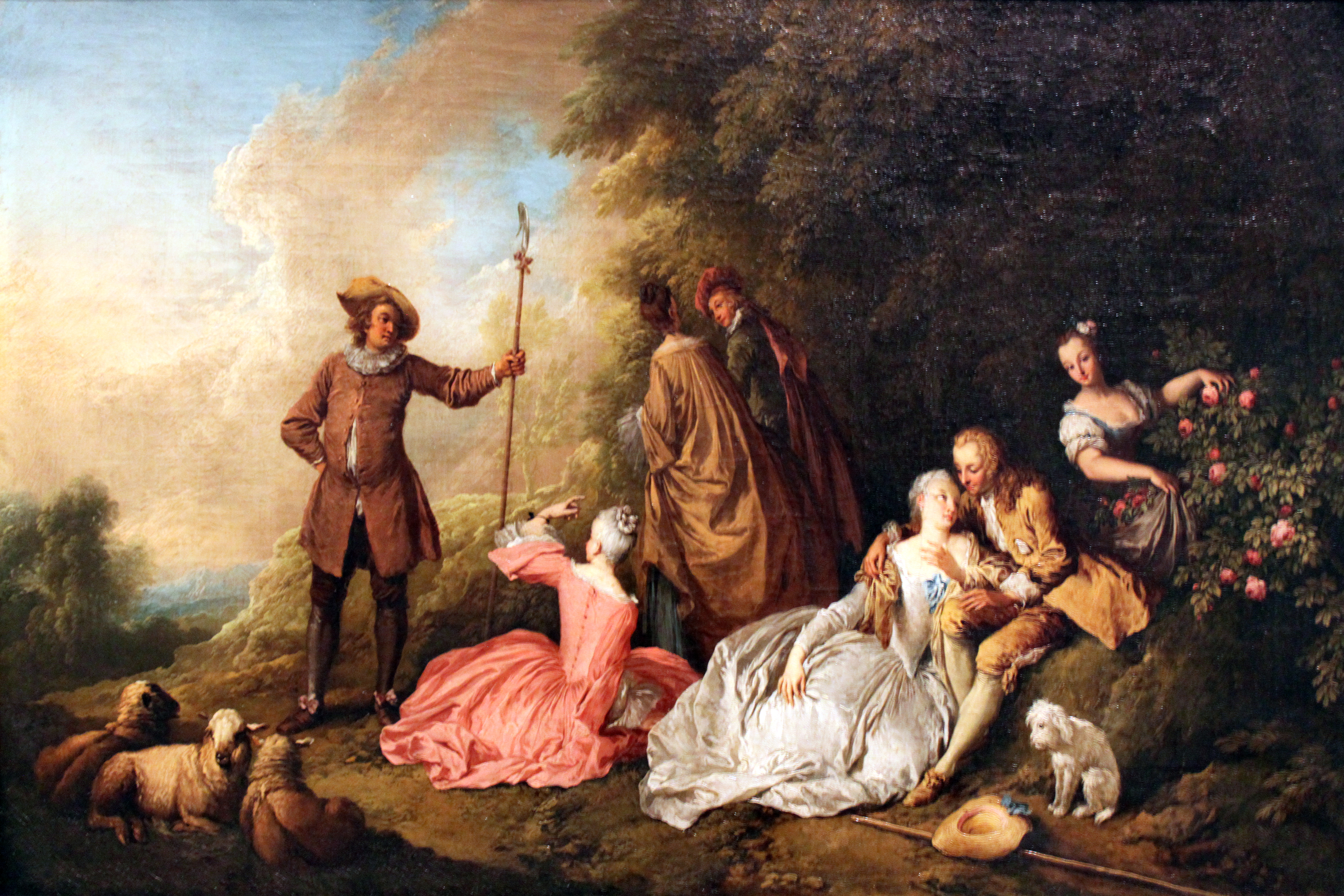
Галантная сцена под открытым небом (стилизация под А. Ватто). 1760. Германский национальный музей, Нюрнберг
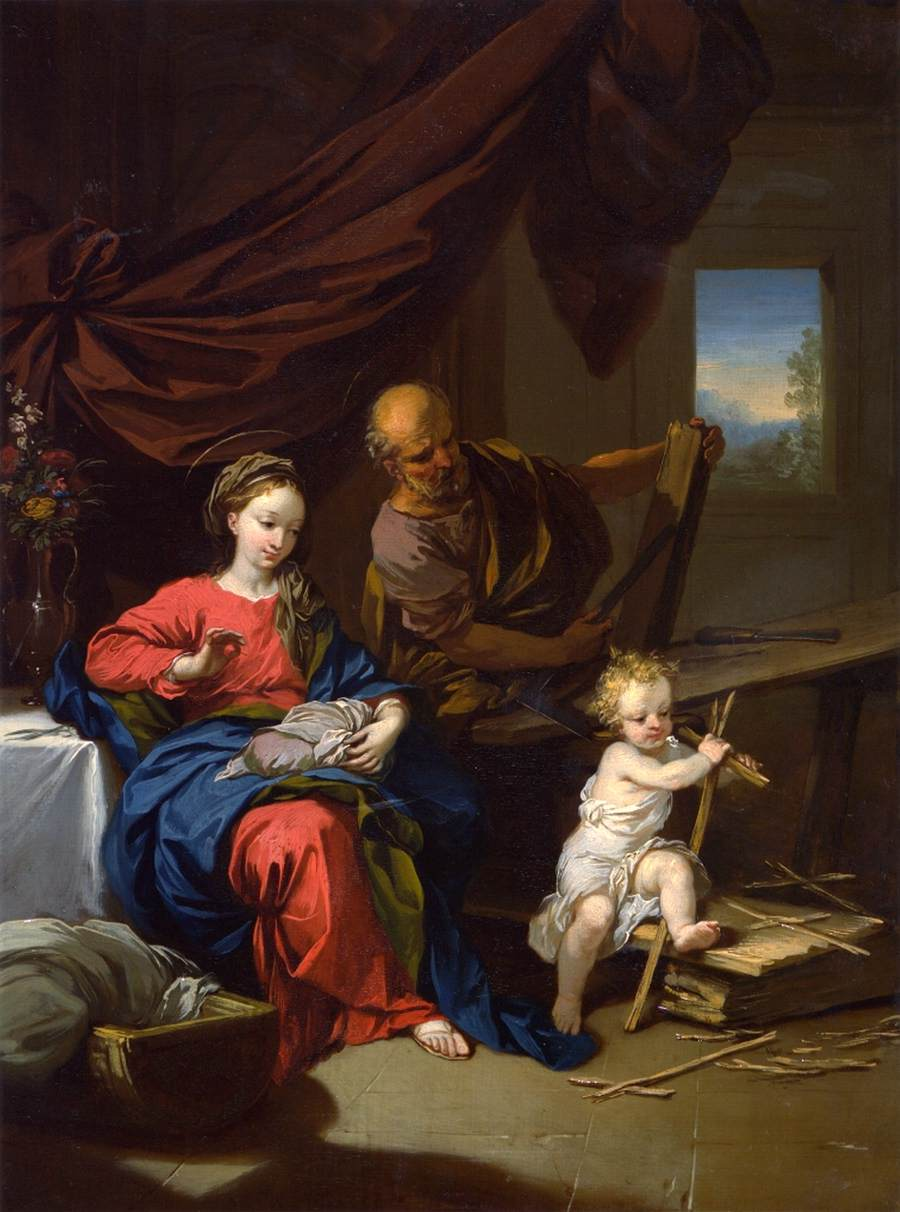
Святое семейство в плотницкой мастерской. 1746. Художественный музей Крокера, Сакраменто, Калифорния
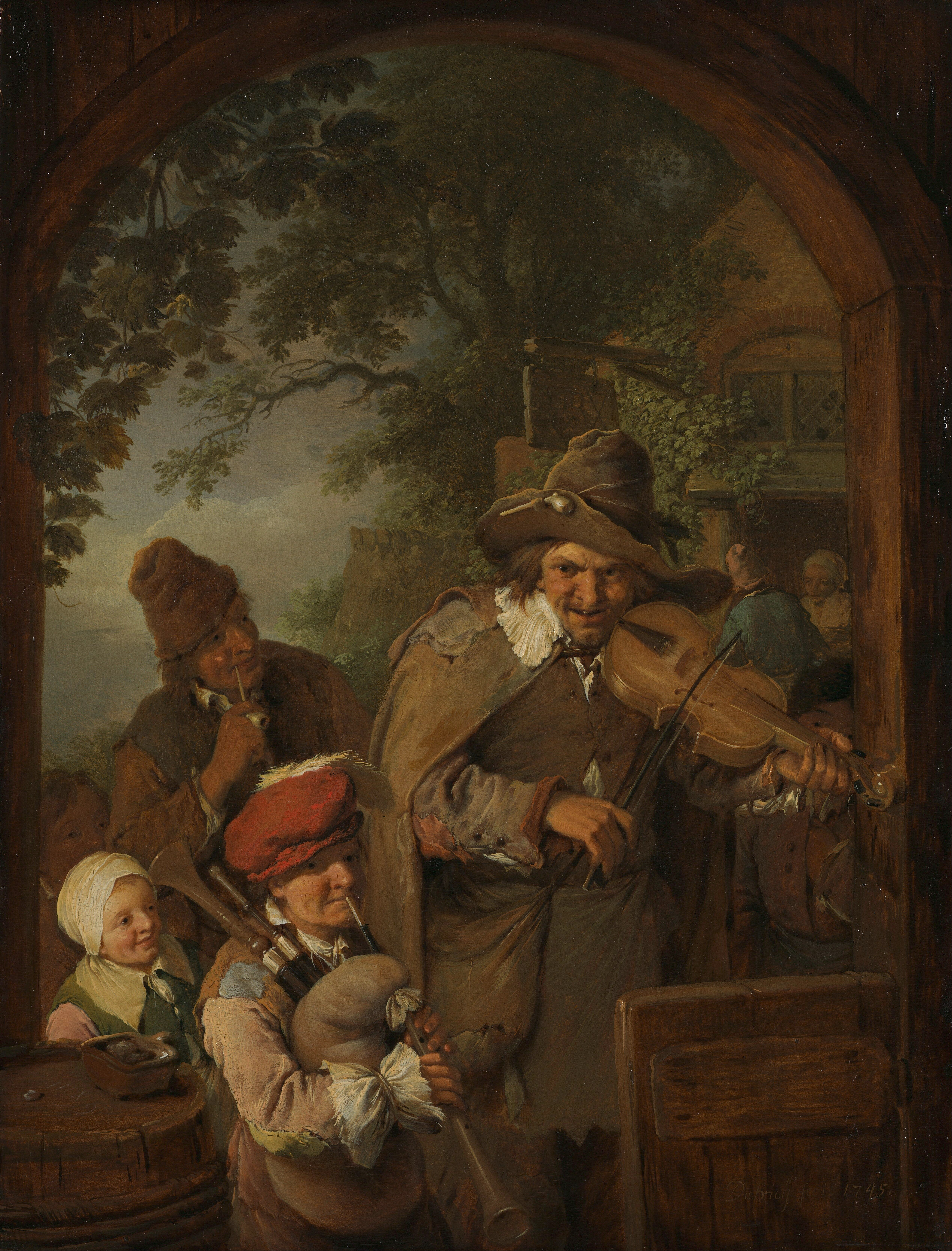
Странствующие музыканты. 1745. Национальная галерея, Лондон
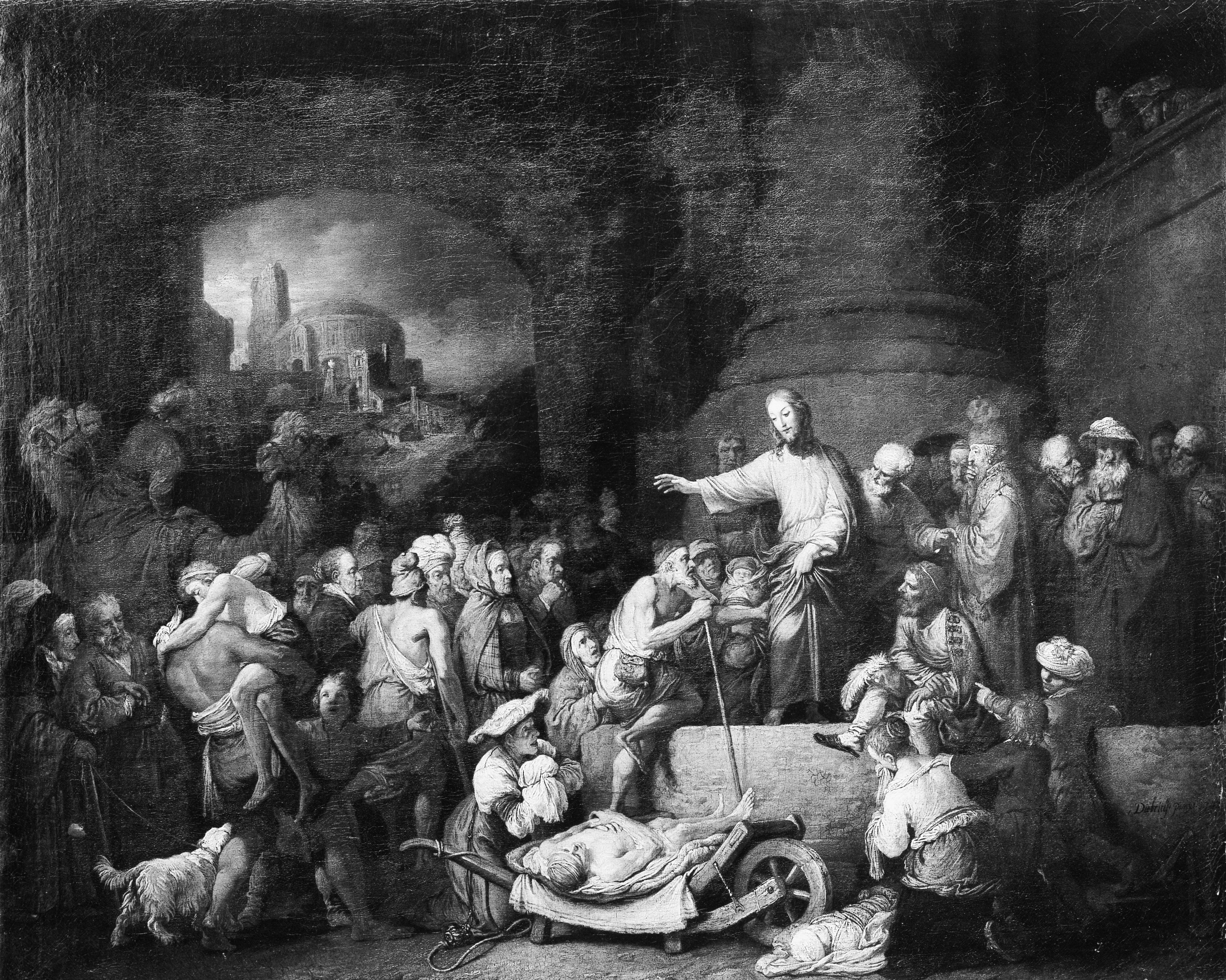
Христос исцеляет больных. 1742. Офорт